# Here Comes Trouble
Here Comes Trouble es el décimo álbum de estudio de la banda de rock británica Bad Company y el último con Brian Howe como vocalista principal. El álbum fue lanzado en septiembre de 1992. El sencillo "How About That" logró ubicarse por seis semanas en la lista Album Rock Tracks.

## Lista de canciones
Todas fueron escritas por Brian Howe y Terry Thomas, excepto donde se indique.
1. "How About That" (5:26)
2. "Stranger Than Fiction" (5:12)
3. "Here Comes Trouble" (4:10)
4. "This Could Be the One" (5:17)
5. "Both Feet in the Water" (Brian Howe/Mick Ralphs/Dave Colwell/Terry Thomas) (4:42)
6. "Take This Town" (4:17)
7. "What About You" (3:54)
8. "Little Angel" (Brian Howe/Mick Ralphs/Terry Thomas) (5:02)
9. "Hold on to My Heart" (4:40)
10. "Brokenhearted" (4:47)
11. "My Only One" (Simon Kirke/Larry Dvoskin) (5:01)

## Créditos
- Brian Howe – voz, saxofón
- Mick Ralphs – guitarra, teclados
- Simon Kirke – batería
- Felix Krish – bajo
- Dave "Bucket" Colwell – guitarra